# 席曼反应
Schiemann反应（席曼反应）也称Balz-Schiemann反应，是芳香重氮盐与氟硼酸反应生成溶解度较小的氟硼酸盐，后者在加热或光照时分解放出氮气并产生芳香氟化物的反应。它于1927年发现，以德国化学家Günther Schiemann和Günther Balz的名字命名。

## 过程
一般从芳香胺与亚硝酸钠／盐酸进行重氮化反应，反应完成后加入冷的氟硼酸或氟硼酸铵、氟硼酸钠，沉淀出较难溶的氟硼酸重氮盐。该氟硼酸盐与盐酸重氮盐或高氯酸重氮盐不同，在干燥时也比较稳定，不容易发生爆炸，只在加热时分解为氟化物，产率较高。
这个反应常用作由苯胺制取氟苯或衍生物的方法。反应中的氟硼酸盐也可以被六氟磷酸盐所代替。
也可以用三氧化二氮与氟硼酸反应生成氟硼酸亚硝酰，直接用它与芳香胺反应生成氟硼酸重氮盐：
{\displaystyle {\rm {\ N_{2}O_{3}+2HBF_{4}\rightarrow 2NO^{+}BF_{4}^{-}+H_{2}O}}}
{\displaystyle {\rm {\ PhNH_{2}+NO^{+}BF_{4}^{-}\rightarrow PhN_{2}^{+}BF_{4}^{-}+H_{2}O}}}
1961年，G. A. Olah用四氯硼酸盐（BCl4−）和四溴硼酸盐（BBr4−）代替四氟硼酸盐，把这个反应推广到用来制取芳香氯化物和溴化物。此外，在重氮盐中加入碘化钠也可以制取碘苯。

## 机理
该反应的机理还不是很清楚。
一般认为是在发生重氮化反应生成重氮盐后，芳香重氮盐首先分解放出氮气生成苯正离子，然后氟硼酸根离子（BF4−）进攻苯正离子，先生成 PhBF4，然后分解为氟苯。因此这个反应属于单分子芳香亲核取代反应（SN1Ar）。